# 达米安·莫里
达米安·莫里，澳大利亚足球运动员，斯洛文尼亚裔。1970年9月30日生于墨尔本，目前是南澳大利亚超级联赛的阿德莱德城足球俱乐部（Adelaide City）的经理。

## 荣誉
澳大利亚国家足球队 ：
- 国际足联联合会杯 ： 1997年 （亚军）
- 大洋洲国家杯 ： 1996年

珀斯光荣 ：
- 全国足球联赛：2002-2003年，2003-2004

阿德莱德城 ：
- 全国足球联赛：：1993年-1994年

南墨尔本 ：
- 全国足球联赛：：1989-1990

个人荣誉：
- 约翰·尼沃伦奖 ：1995至1996年阿德莱德城
- 约翰·尼沃伦奖 ：2002-2003年 珀斯光荣
- 全国足球联赛最佳射手：1995至1996年 阿德莱德城 - 31个进球
- 全国足球联赛最佳射手：1997-1998年 阿德莱德城 - 19个进球
- 全国足球联赛最佳射手：1999-2000年 阿德莱德城 - 22个进球
- 全国足球联赛最佳射手：2001-2002年 珀斯光荣 - 17球
- 全国足球联赛最佳射手：2002-2003年 珀斯光荣 - 24球